# Payena gigas
Payena gigas är en tvåhjärtbladig växtart som beskrevs av A.Bruggen. Payena gigas ingår i släktet Payena och familjen Sapotaceae. Inga underarter finns listade i Catalogue of Life.